# كورنيليو مالفاسيا
كورنيليو مالفاسيا (بالإنجليزية: Cornelio Malvasia)‏ (و. 1603 – 1664 م) هو عالم فلك ولد في بولونيا .
توفي عن عمر يناهز 61 عاماً.